# 김희진 (배구 선수)
김희진(金姬眞, 1991년 4월 29일~)은 대한민국의 배구 선수로서, 현재 V-리그의 현대건설 힐스테이트 소속으로 활동하고 있다. 스파이크 높이는 300cm, 블로킹 높이는 295cm이다. 주 포지션은 센터이지만, 라이트 포지션도 소화할 수 있다. NH농협 2010~2011 V-리그 신인 드래프트에서 전체 1순위로 현 소속팀에 입단하였다. 드래프트 순서가 신생팀이 1순위이며 그 외에는 실력순으로 저조한 팀부터 드래프트에 우선 순위가 있다. 결과적으로 김희진은 화성 IBK기업은행 알토스의 창립 멤버이다.
국제 대회에서는 대한민국 대표팀의 일원으로 활동하고 있으며, 올림픽에 3회 출전했고, 아시안 게임에서 금메달 1개를 획득했다.

## 약력
김희진은 1991년 4월 29일에 부산광역시 영도구에서 태어났다. 원래 부산 상리초등학교 4학년 때 운동을 시작하여 높이뛰기 선수로 활동했으며, 5학년 말 두각을 나타낸 후 2003년 소년체육대회에서 높이뛰기 우승을 하면서 육상계에서 주목받기 시작했다. 그러나 초등학교 6학년 때 키가 175cm를 넘으면서 농구부, 배구부가 있는 학교에서 김희진을 데려가겠다는 러브콜을 받게 되었고, 당시 중앙여자고등학교 심재호 총감독이 적극적으로 스카웃하게 되면서 김희진은 부산을 떠나 서울의 추계초등학교로 전학하였다. 졸업 후 중앙여자중학교에 입학, 배구를 본격적으로 시작하게 되었다.
김희진은 남들보다 늦게 시작한데다 부산 집을 떠나 서울에서 합숙 생활을 하며 많은 어려움을 겪기도 했지만 중학교 3학년이던 2007년 봄철 대회에서 최우수 선수로 선정되었으며 유스, 청소년 대표로도 뽑히기도 했다. 중앙여자고등학교에 입학한 후 그녀는 소속 학교를 봄철 중·고교 연맹전 2연패로 이끄는 주역이 되기도 했다.
김희진은 큰 키와 파워가 프로 선수 못지 않다는 평을 받고 있어 김연경의 뒤를 잇는 재목으로 주목받고 있으며, 중·고교 연맹전에서의 활약으로 2009년 여자 국가대표팀 최종 엔트리에 발탁되었다. 이후 중소기업은행이 신생 배구 팀 창단을 발표함에 따라 화성 IBK기업은행 알토스의 지명을 받아 입단하였다.
첫 프로 시즌을 마친 후 런던 올림픽 여자배구 국가대표팀 명단에 발탁되었다. 포지션은 소속 팀 기업은행에서 센터를 맡는 것과 달리 라이트를 담당하고 있다. 일단 국가대표팀에서는 황연주와 같은 포지션이다. 황연주가 올림픽 직전 부상을 당해 김희진이 거의 풀 타임을 뛰게 되면서 황연주는 계속 김희진의 백업으로 나왔다. 특히 브라질전과 세르비아전에서 김희진은 눈부신 활약으로 두 팀 모두 3-0으로 완파했으며 터키전에서 팀 전체가 고전하는 상황에서도 김연경과 같이 분발하여 비록 패배했지만 풀 세트까지 가는 접전을 벌여 터키를 상대로 기어이 승점을 따내는데 지대한 공헌을 했다. 8강전에서는 이탈리아를 상대로 황연주와 교대로 출전하며 4강 진출에 보탬이 되었다. 소속 팀의 이정철 감독으로부터 런던 올림픽을 계기로 기량이 발전했다는 평가를 받았다. 런던 올림픽 이후 김희진-박정아-알레시아의 강력한 삼각편대가 완성되면서 기업은행의 2012-2013 시즌 통합 우승에 기여하였다. 또한 김희진은 2013년 시즌에서 대한민국 국적의 선수들 중에 득점 1위를 기록중이다.
2014년 인천에서 열린 2014년 아시안 게임에 출전하여 런던 올림픽 3/4위전에서 고배를 마셨던 일본을 꺾고 금메달을 획득했는데 이 과정에서 김연경과 더불어 가장 큰 활약을 했다.

## 신체
김희진은 7~80kg 정도를 유지하고 있다. 이는 김희진이 근육량이 많기 때문이다. 그렇기 때문에 키만 큰 게 아니라 체격도 건장하며 힘이 장사이다.

## 주요 국가대표 출전 경력
- 올림픽 (3회)
  - 2012년, 2016년, 2021년
- FIVB 세계 여자 배구 선수권 대회 (1회)
  - 2010년, (2018년:팔꿈치 부상으로 인한 불참)
- FIVB 여자 배구 월드컵 (3회)
  - 2011년, 2015년, 2019년
- FIVB 월드그랜드챔피언스컵(1회)
  - 2009년
- FIVB 월드그랑프리 (5회)
  - 2009년, 2011년, 2012년, 2014년, 2017년
- FIVB 여자 배구 네이션스리그 (2회)
  - 2018년, 2019년, (2021년:무릎 수술로 인한 불참)
- 아시안 게임(1회)
  - 2014년
- 아시아 선수권 (6회)
  - 2009년, 2011년, 2013년, 2015년, 2017년, 2019년
- AVC컵(2회)
  - 2012년, 2014년

## 수상 경력

### 단체 수상

#### 국가대표팀
- 대한민국 여자 배구 국가대표팀 (2009-)
  - 아시안 게임
    -  우승 (1회) : 2014

  - 아시아 선수권
    -  준우승 (1회) : 2015
    -  3위 (4회) : 2011, 2013, 2017, 2019

  - AVC컵
    -  준우승 (1회) : 2014
    -  3위 (1회) : 2010

## 방송 경력

### 개인
- 2020년6월07일 집사부일체 123회
- 2021년 9월 11~18일 전지적 참견 시점 169~170회
- 2021년 10월 6일 내가 키운다 12회

### 광고
- 2021년 제너시스BBQ

## 참고 문헌
- (스포츠 라운지) 배구국가대표 발탁 중앙여고 김희진 《스포츠서울》 2009년 5월 29일, 2009년 5월 31일 확인